# Mosze Meron
Mosze Meron (hebr.: משה מרון, ang.: Moshe Meron, ur. 22 marca 1926 w Königsbergu, zm. 6 października 2023) – izraelski prawnik i polityk, w latach 1977–1981 poseł do Knesetu z listy Likudu.
W wyborach parlamentarnych w 1977, które pierwszy raz w historii kraju przyniosły zwycięstwo prawicy, dostał się do izraelskiego parlamentu. Nigdy więcej nie zasiadał w Knesecie.